# Paul Wagner (Politiker, 1617)

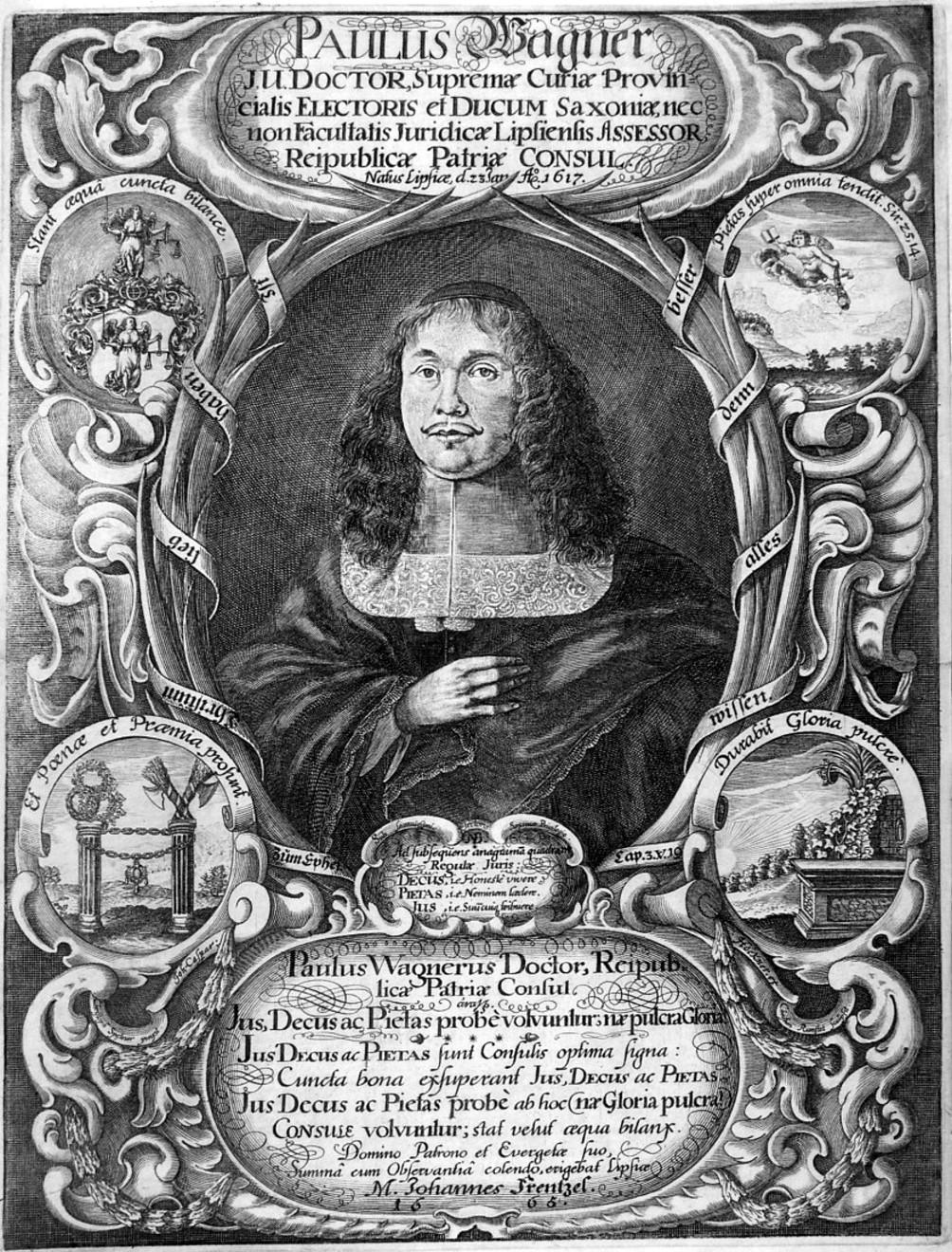
Paul Wagner, Kupferstich von 1665

Paul Wagner (* 23. Januar 1617 in Leipzig; † 11. April 1697 ebenda) war ein kursächsischer Jurist und zwischen 1663 und 1696 insgesamt zwölfmal Bürgermeister der Stadt Leipzig.

## Familie
Wagner entstammte einer Leipziger Ratsherrenfamilie. Er war der Sohn des Juristen Paulus Wagner (* 15. Oktober 1584 in Braunschweig; † 19. November 1633 in Leipzig) und dessen zweiter Ehefrau Elisabeth geb. Dreuer, Tochter des Leipziger Weinhändlers Abraham Dreuer. Wagners gleichnamiger Großvater, Magister Paul Wagner (1549–1627) und sein Urgroßvater Wolfgang Wagner († 1559) waren Ratsherren in Leipzig.
Wagner heiratete am 1. November 1647 in der Leipziger Nikolaikirche Maria geb. Oheim († 10. März 1688 in Leipzig), Tochter des Leipziger Ratsherren Sebastian Oheim (1596–1662) und dessen erster Ehefrau Susanna geb. Schielert († 1627). Das Paar hatte sieben Kinder, u. a.:
- Paulus Wagner (* 19. Juni 1648 in Leipzig; † 17. September 1661 ebenda),
- Gottfried Wagner (* 24. Juli 1652 in Leipzig; † 16. April 1725 ebenda), Philologe, Poet, Leipziger Ratsherr und Baumeister,[4]
- Christian Wagner (* 20. Februar 1663 in Leipzig; † 28. Juli 1693 ebenda), Magister, Pfarrer und Numismatiker,
- Maria Elisabeth Wagner.[5] Sie heiratete 1670 den Juristen Paulus Franciscus Romanus (1641–1675), nach dessen Tod Gerhard Nährmann.

## Werdegang
Wagner studierte Rechtswissenschaften an der Universität Leipzig, unternahm auch während seines Studiums wissenschaftliche Reisen nach Dresden, Prag, Regensburg, Augsburg, München und Trient. An der Universität in Pisa war er "Procurator divi Marci", danach an der Universität in Padua "Procurator nat. Germ." sowie "Consiliarius Hispanicus". 1642, nach der Aufhebung der Belagerung der Stadt Leipzig, kehrte Wagner in seine Heimatstadt zurück, wo er 1646 den Hochschulgrad eines "Baccalaureus Juris" (bac.jur.) erhielt und 1648 zum Doktor der Rechte (Dr. jur.) promoviert wurde. 
1653 wurde Wagner Assessor des Oberhofgerichts sowie Beisitzer des Lübbener Provinzialgerichts. 1655 wurde er zum ordentlichen Professor an der juristischen Fakultät der Universität Leipzig berufen, 1657 wurde er dort zum Rektor ernannt.
Wagner wurde 1658 als Ratsherr und Prokonsul Mitglied des Leipziger Stadtrates. 1663 wurde er erstmals regierender Bürgermeister der Messestadt. In den Folgejahren wirkte er weiter als einer der drei Bürgermeister der Stadt Leipzig und war in den Jahren 1666, 1669, 1672, 1675, 1678, 1681, 1684, 1687, 1690, 1693 und 1696 noch insgesamt 12 Mal regierender Bürgermeister von Leipzig. Nachdem Wagner im Amtsjahr 1690 an einer Gesichtslähmung erkrankt war, übernahm Adrian Steger sein Amt. In den Jahren 1693 und 1696 übten Wagner und Steger das Bürgermeisteramt gemeinsam aus. 
Wagner war Beisitzer und später Senior des Kurfürstlich Sächsischen Schöffenstuhls, Senior der Leipziger Juristenfakultät und Jurisconsultus.

## Veröffentlichungen (Auswahl)
- De dispositione inter liberos pro loco in facultate. Dissertation, 1650